# Jump Bug
Jump Bug — видеоигра 1981 года в жанре платформер, которая была разработана Alpha Denshi совместно c Hoei Corporation. Игра распространялась на системе Arcade в Японии, Европе и Северной Америке. Игра стала первым платформером, в котором одновременно присутствовала горизонтальная и (в одном сегменте) вертикальная прокрутка. Игра была портирована на Arcadia 2001, а также PC-98 и на домашние компьютеры.
Игра Jump Bug использует ограниченную форму параллельной прокрутки, в то время как звёздное ночное небо фиксируется, и облака движутся медленно, добавляя пейзаж в игре. Игра была выпущена годом ранее Moon Patrol (1982), с тремя движущимися слоями.

## Геймплей
Игрок управляет постоянно подпрыгивающей машиной, которая напоминает Volkswagen Beetle, проезжает через город и через разные препятствия. Высота прыжка и скорость падения контролируются джойстиком. Игрок может стрелять в разных врагов. Очки набираются, собирая сокровища, и убивая врагов и прыгая на облаках. Каждое собранное сокровище добавляет дополнительную жизнь при первом заполнении уровня.
Игра плавно прокручивается, когда машина игрока движется вправо, но в сегменте пирамид игра также прокручивается вертикально более грубым образом. Здесь игрок может двигаться в любом направлении, в том числе влево, в поисках выхода.